# Ratpenat cuallarg de Cabrera
El ratpenat cuallarg de Cabrera (Molossops aequatorianus) és una espècie de ratpenat de la família dels molòssids que es troba a l'Equador.